# Bahmanšir
Bahmanšir (perz. بهمن‌شیر) je rijeka odnosno sporedni tok Karuna u iranskom Huzestanu koji se duljinom od oko 70 km proteže od Horamšahera do sjevernih obala Perzijskog zaljeva.

## Etimologija
Etimološko podrijetlo Bahmanšira temelji se na imenu sasanidskog vladara Ardašira I. (180. – 241.), poznatog po opsežnim građevinskim projektima navodnjavanja o kojima je pisao i Jakut al-Hamavi u 13. stoljeću. Prema imenu ovog vladara nazvan je niz toponima među kojima i grad Bahman-Ardašir (dosl. Ardaširova dobra volja) u južnoj Mezopotamiji, a pretpostavlja se da je Bahmanšir skraćenica od identičnog imena. Masudi je u 10. stoljeću spomenuo perzijsko ime Bahmanšir u kontekstu donjeg toka Tigrisa od Maftaha, a u „Granicama svijeta” (perz. Hodud al-Alam) za isti se koristi i hidronim Dahana-je Šir. Djela srednjovjekovnih pisaca također otkrivaju da se Karun nekada ulijevao izravno u Perzijski zaljev, što pak implicira da je tijekom abasidskog razdoblja izgrađen kanal kojim je spojen s Arvand-Rudom. Bahmanšir je prije toga bio jedan od dva Karunova kraka − drugi se nalazi prema istoku i danas se presušen zbog čega ga se naziva slijepim Karunom (perz. Karun-e Ama).

## Hidrografija i hidrologija
Geološko podrijetlo sedimentnog Bahmanširovog korita datira se u holocen, a sastoji se od dva sloja gline odvojenih muljem i pijeskom na približno 35 m dubine. Izvor Bahmanšira odnosno račvanje Karuna na lijevoj obali počinje jugoistočno od grada Horamšahera, a tok se proteže usporedno sa zapadnim Arvand-Rudom. Navedene tri rijeke zajedno s morem na jugu omeđuju otok Abadan na kojem se nalazi istoimeni grad, dio Horamšahera, te niz manjih naselja koncentriranih kontinuirano uz obalu. Ovaj pojas bogat je vegetacijom, osobito datuljama. Tok Bahmanšira proteže se oko 70 km i to visinskom razlikom od svega 1,5 m, a korito je 150-500 m (prosječno 180 m) širine i ima minimalnu dubinu od 3,0 m koja se postepeno povećava prema jugu. Ušće na sjevernim obalama Perzijskog zaljeva poznato je kao Hor-e Bahmanšir i estuarijskog je tipa. Prosječni istjek iznosi 35 m³/s, iako ovisno o sezonskim poplavama Karuna može narasti do 150 m³/s. Zbog sezonskih razlika u istjeku odnosno izraženih morskih mijena koje osciliraju do 2,0 m, Bahmanšir je snažno izložen djelovanju mora i salinitet se kilometrima od ušća može kretati do 9‰. Prosječni plimni utjecaj na Bahmanšir iznosi 48 km (~70%) po duljini toka, dok je znatno izraženiji u ljetnoj kombinaciji s malim istjekom kada morske vode zahvaćaju čak i Ahvaz.

## Promet
Zbog ograničenih batimetrijskih osobina odnosno prosječne dubine od 3,4 m, Bahmanširom uglavnom prometuju manji ribarski i teretni brodovi. Još od konca 19. stoljeća postojali su planovi za prilagođavanje korita većim teretnim brodovima čime bi se rasteretio prometniji i politički sporan Arvand-Rud, ali niti jedan od njih nije realiziran. Nad Bahmanširom je izgrađeno pet cestovnih mostova: Istgah-e Davazdah, Piruzi, Samen Alaemeh, Kovrah i Čuebdeh-je Seh.

## Poveznice
- Karun
- Popis iranskih rijeka